# Cândido Rodrigues
Cândido Rodrigues é um município brasileiro do estado de São Paulo, localizado na microrregião de Jaboticabal. Sua população conforme estimativa de 2024 do IBGE era de 2.951 habitantes.

## História
No início, quando era apenas um povoado e pertencia ao município de Taquaritinga, Cândido Rodrigues era conhecida por “Campin”, designação dada pelos colonos para identificar o local da propriedade de Saulle Borghi por onde passava a ferrovia, antiga Estrada de Ferro Araraquarense (EFA).
Em razão da dificuldade que os produtores agrícolas de “Campin” tinham para fazer escoar a produção, resolveu-se tentar fazer com que se instalasse uma nova parada de trem, a qual foi construída em área de terras doada por Saulle Borghi, que havia sido adquirida de João Prandi.
Na época, não era apenas Saulle Borghi quem pretendia uma nova parada de trens, também José Mongolini, Jeremias Carnelossi e os irmãos Credo, Benedito e Ernesto Civolani, pretendiam que a parada acontecessem em Icoarana, que era mais desenvolvida.
O primeiro trem parou em Cândido Rodrigues em 8 de fevereiro de 1908, quando o povoado já se chamava Albuquerque Lins, em homenagem a Manuel Joaquim de Albuquerque Lins (20 de setembro de 1852 a 7 de janeiro de 1926), que foi o oitavo presidente do estado de São Paulo (1908/1912).
Somente mais tarde o local passou a ser conhecido por Cândido Rodrigues, em homenagem ao General Antônio Cândido Rodrigues (19 de julho de 1850 a 21 de outubro de 1934), que na época era secretário da Agricultura do Estado de São Paulo.
Antônio Cândido Rodrigues foi senador da República pelo estado de São Paulo e ministro da Agricultura no governo de Nilo Peçanha. Era engenheiro militar e foi voluntário na guerra do Paraguai. Morreu na cidade de São Paulo no dia 21 de outubro de 1934.
Acredita-se que o início da nova denominação tenha surgido quando Saulle Borghi e sua mulher registraram as primeiras escrituras de vendas de terrenos do loteamento da antiga Campin no cartório da cidade de Monte Alto. Há ainda registros mencionando a denominação com data de 20 de novembro de 1908. O distrito de Cândido Rodrigues foi criado pela Lei Estadual nº 1602, de 10 de outubro de 1918, pertencendo a Taquaritinga.
Em razão da nova parada de trens, o loteamento promovido por Saulle Borghi e seu filho deu início à construção de casas, a maioria de colonos italianos. Surge, então, fábrica de cerveja, hospedaria, comércio, farmácia, beneficiamento de café e arroz, moinho de fubá, de proprietários como Nicola Cosemiro, Luis e Auto Borghi, Francisco Barufaldi, Ettore Galgani, Ennio Montagnana, irmãos Negrelli etc.
Somente em 13 de junho de 1915 Cândido Rodrigues ganha a primeira capela, tendo Santo Antônio como Padroeiro. Em 1916 surge a iluminação pública e a primeira escola. Em 1917 instalava-se o Cartório da Paz. Cândido Rodrigues obteve sua emancipação político-administrativa em 18 de fevereiro de 1959, pela Lei Estadual nº 5285.

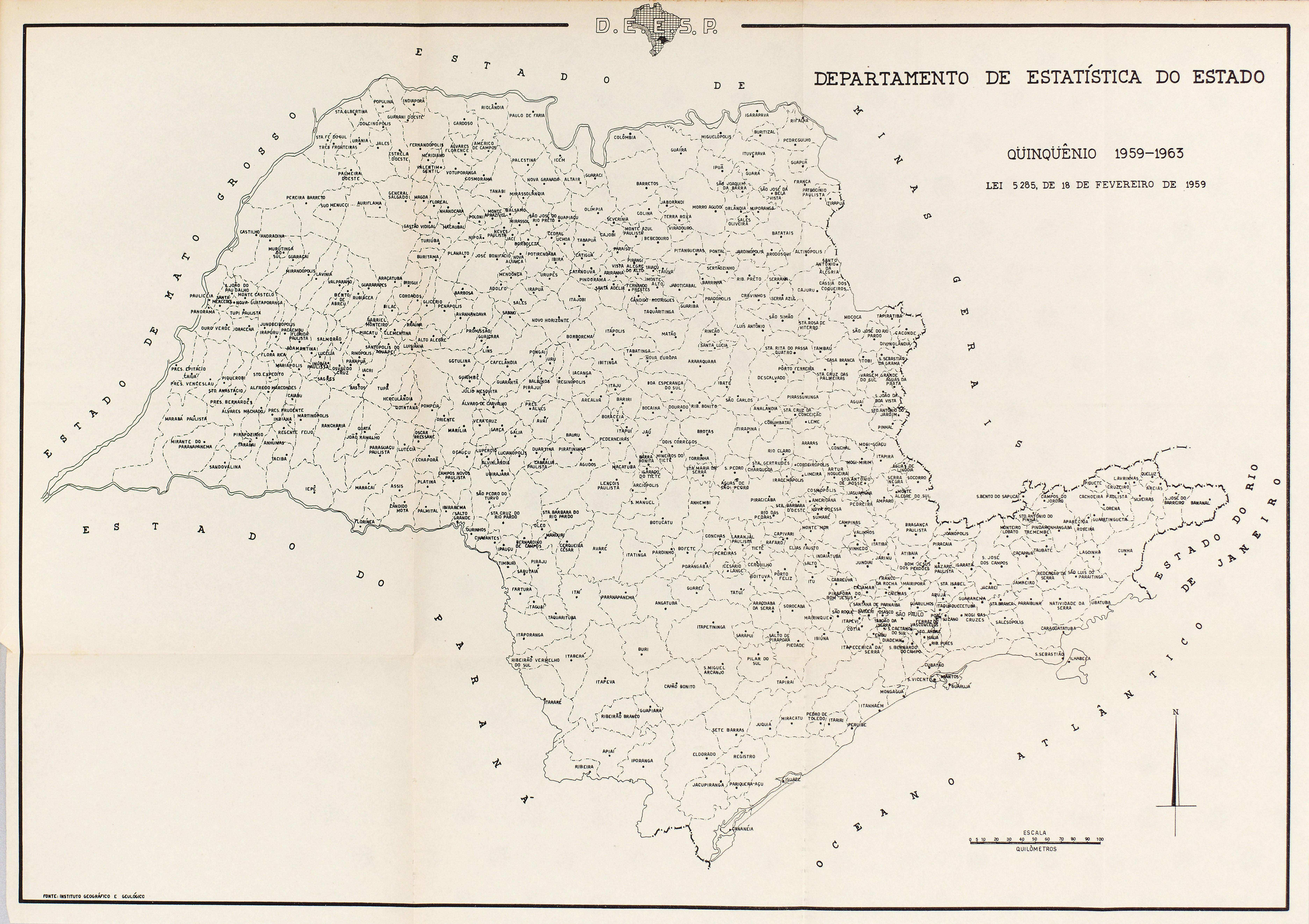
Estado de São Paulo (1959).

Em 1 de janeiro de 1960 foi empossada a primeira câmara municipal, iniciando-se a 1ª Legislatura. Nesta ocasião, o mandato eletivo era para o período de 1960 a 1963, oportunidade em que o prefeito era Coronio Civolani e o vice-prefeito Oscar Balduino. A câmara municipal tinha como presidente o vereador Anibal Vilafanha e os demais vereadores eram: Addo Del Grossi, Geraldo Sebastião Balduino, Italo Ferretti, Júlio Mancin, Líbero Formigoni, Nicola Natalicio, Onélio Michelutti e Valdemar Antonietto.

## Geografia

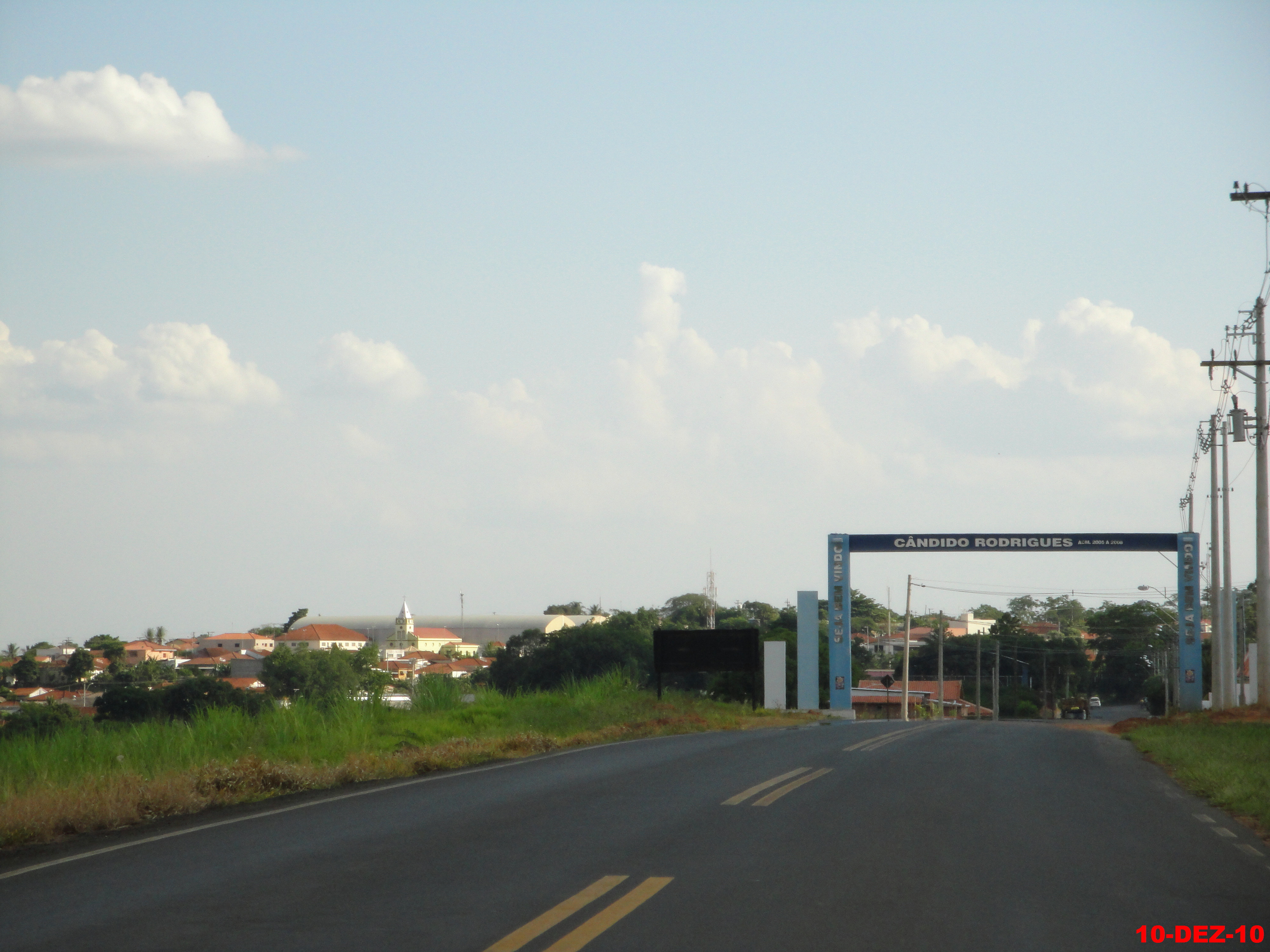
Portal da cidade.

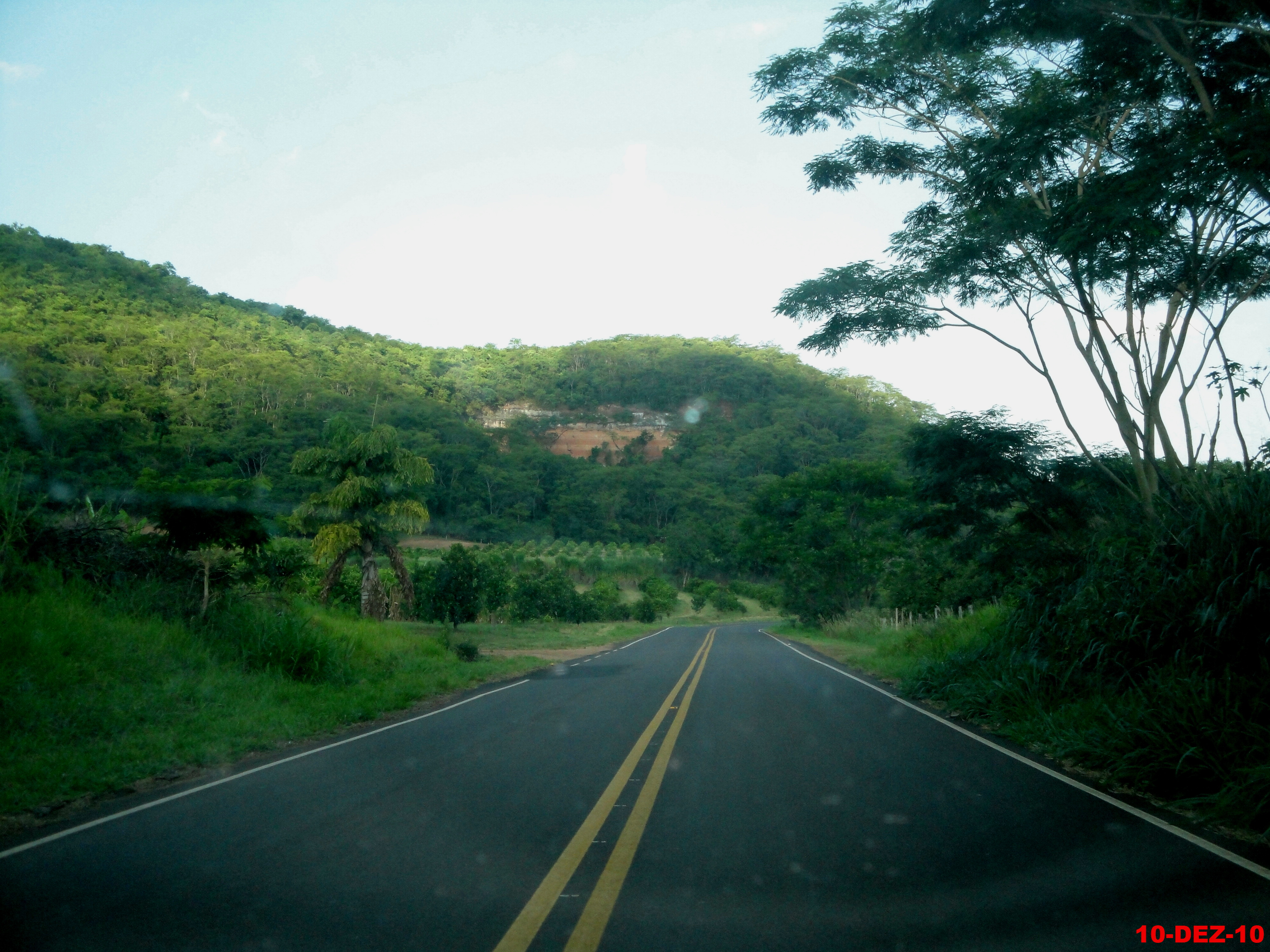
Serra de Jaboticabal.

Localiza-se a uma latitude 21º19'31" sul e a uma longitude 48º37'51" oeste, estando a uma altitude de 610 metros.

### Hidrografia
- Rio da Onça

### Rodovias
- SP-310

### Ferrovias
- Linha Tronco da antiga Estrada de Ferro Araraquara[5]

## Demografia

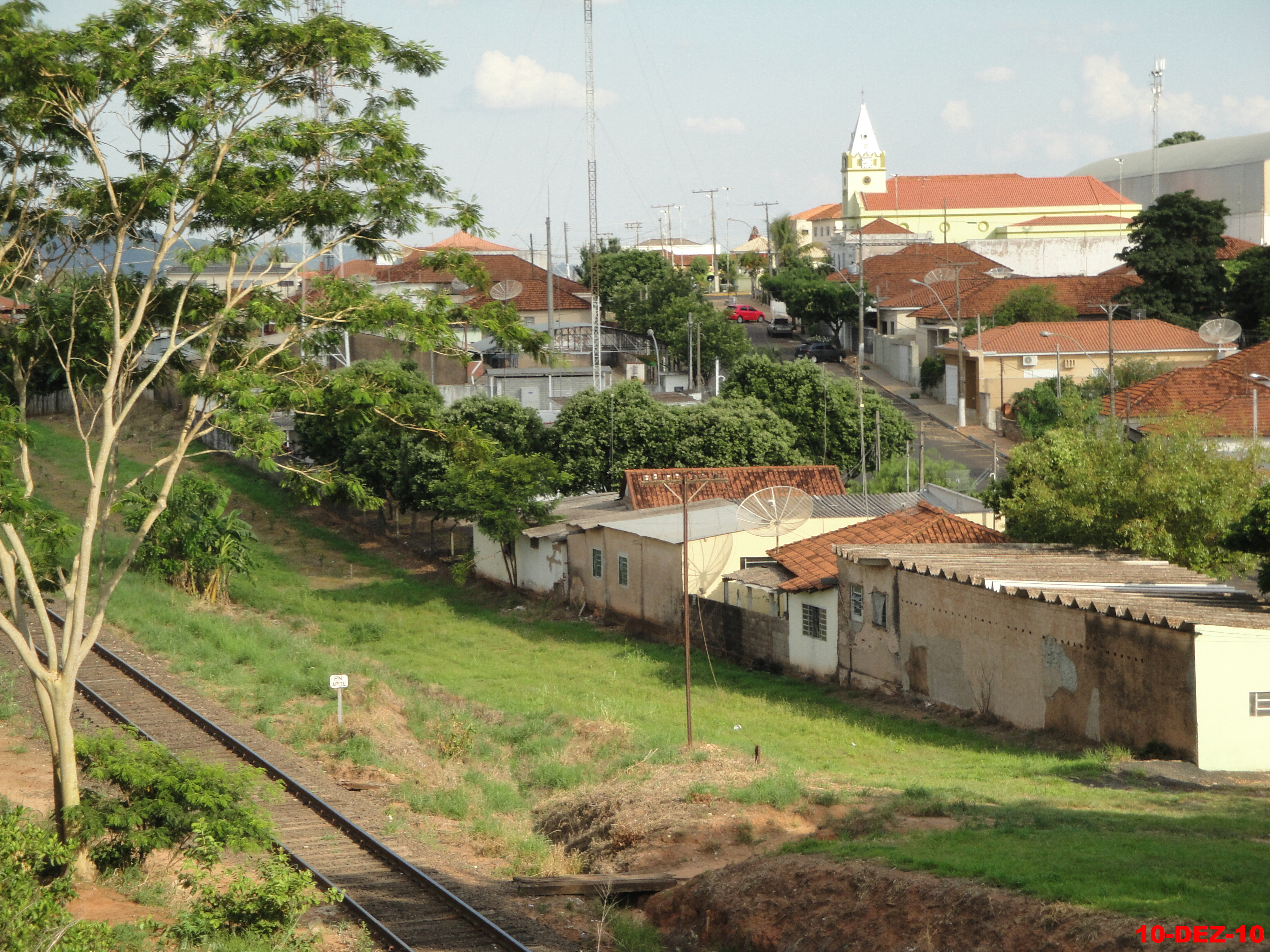
Vista da cidade.

### População
| Crescimento populacional                             | Crescimento populacional | Crescimento populacional | Crescimento populacional |
| Ano                                                  | População Total          |                          | %±                       |
| ---------------------------------------------------- | ------------------------ | ------------------------ | ------------------------ |
| 1960                                                 | 2 081                    |                          | —                        |
| 1970                                                 | 2 243                    |                          | 7,8%                     |
| 1980                                                 | 1 991                    |                          | −11,2%                   |
| 1991                                                 | 2 328                    |                          | 16,9%                    |
| 2000                                                 | 2 613                    |                          | 12,2%                    |
| 2010                                                 | 2 668                    |                          | 2,1%                     |
| 2022                                                 | 2 889                    |                          | 8,3%                     |
| Est. 2024                                            | 2 951                    | [ 6 ]                    | 2,1%                     |
| Fontes: Censos Demográficos IBGE e Estimativas SEADE |                          |                          |                          |

### Dados demográficos
Dados do Censo - 2010
População Total: 2.668
- Homens: 1.315
- Mulheres: 1.353

Densidade demográfica (hab./km²): 37,94
Mortalidade infantil até 1 ano (por mil): 15,80
Expectativa de vida (anos): 71,25
Taxa de fecundidade (filhos por mulher): 2,64
Taxa de Alfabetização: 89,26%
Índice de Desenvolvimento Humano (IDH-M): 0,776
- IDH-M Renda: 0,694
- IDH-M Longevidade: 0,771
- IDH-M Educação: 0,862

(Fonte: IPEADATA)

## Política e administração
Governo (2021/2024):
- Prefeito: Fabricio Antônio Roncolli - DEM
- Vice-prefeito: Dejalma Zacarin - PSDB
- Presidente da câmara: Marlon Henrique Bordenal de Oliveira - DEM (2021/2022)
- Vereadores, (2021/2024):
- Abimael Aparecido Mafei
- Alex Patrick Cambero
- André Luis Falchi
- Ariane Cristina Meloni
- Antônio Primo Galhardi
- Carlos Eduardo de Oliveira
- Jairo Drape
- Roberto Carlos Baesso
- Marlon Henrique Bordenal de Oliveira

## Infraestrutura

### Comunicações
O sistema de telefones automáticos foi inaugurado na cidade em 1974 pela Telecomunicações de São Paulo (TELESP), que também implantou o sistema de discagem direta à distância (DDD) em 1988 com o código de área (0162). Anteriormente a cidade era atendida pela Companhia Telefônica Brasileira (CTB).
Na década de 90 o código DDD da cidade foi alterado para (016), para padronização do sistema telefônico com a telefonia celular que estava sendo implantada em todo o estado.

## Religião
O Cristianismo se faz presente na cidade da seguinte forma:

### Igreja Católica
- A igreja faz parte da Diocese de Jaboticabal.[15]

### Igrejas Evangélicas
Entre as igrejas protestantes históricas, pentecostais e neopentecostais, encontram-se na cidade:
- Assembleia de Deus Ministério do Belém.[18][19]
- Congregação Cristã no Brasil.[20]